# Andrzej Jeziorkowski
Andrzej Jeziorkowski (ur. 12 lipca 1931 w Poznaniu, zm. 7 listopada 2011 tamże) – polski grafik, ilustrator, projektant znaczków pocztowych i wykładowca akademicki.

## Życiorys
Był absolwentem poznańskiego Liceum im. Karola Marcinkowskiego. W latach 1951–1956 studiował w tamtejszej Państwowej Wyższej Szkole Sztuk Plastycznych na Wydziale Architektury Wnętrz, na którym następnie podjął pracę. Później przez wiele lat był związany z Politechniką Poznańską. Sprawował  na niej funkcje m.in. kierownika Katedry Rysunku, Malarstwa, Rzeźby i Sztuk Wizualnych oraz kierownika Zakładu Rysunku, Malarstwa i Rzeźby. W Instytucie Architektury i Planowania Przestrzennego PP był profesorem.
Należał do Związku Polskich Artystów Plastyków.

## Wybrana twórczość

### Albumy
- Mundury wojewódzkie Rzeczypospolitej Obojga Narodów, wyd. Pelta, 1992 – wspólnie z Tadeuszem Jeziorowskim
- Sztandary kawalerii polskiej XX wieku, wyd. Eko-Dom, 2009 – wspólnie z Lesławem Kukawskim

### Ilustracje i opracowania graficzne książek
- W Polsce jest wiele miast, aut. Włodzimierz Scisłowski, wyd. Rebis, 1993

### Znaczki pocztowe
- Szlak bursztynowy (seria) oraz koperty FDC, 1993
- 500 lat Sejmu Polskiego oraz koperta FDC, 1993
- Światowa Wystawa Filatelistyczna w Poznaniu • Legenda o Orle Białym oraz koperta FDC, 1993
- Mistrzostwa Świata w Powożeniu Zaprzęgami Parokonnymi • Poznań ’95 (seria) oraz koperta FDC, 1995
- 200. rocznica urodzin Pawła Edmunda Strzeleckiego oraz koperta FDC, 1997
- 750-lecie lokacji Poznania (seria) oraz koperty FDC, 2003

### Kartki pocztowe
- Bilateralna Wystawa Filatelistyczna Polska–Izrael, 1993
- III Krajowa Wystawa Filatelistyczna „Górnictwo '93”, 1993
- 75. rocznica Powstania Wielkopolskiego, 1993
- Światowa Wystawa Filatelistyczna • Poznań  ’97 (seria), 1997

## Odznaczenia i wyróżnienia
- Krzyż Kawalerski Orderu Odrodzenia Polski[2]
- Złoty Krzyż Zasługi[2]
- Medal Komisji Edukacji Narodowej[2]
- „Najładniejszy znaczek w 1993 roku” w plebiscycie pisma „Filatelista”[3] – Szlak bursztynowy (nr kat. 3282 – blok)

## Upamiętnienie
W 2002 ukazała się książkowa retrospektywa pt. Andrzej Jeziorkowski, autorstwa Adama Kochanowskiego. Została wydana nakładem Galerii Miejskiej Arsenał